# Setmana Catalana de 2003
La Setmana Catalana de 2003, va ser la 40a edició de la Setmana Catalana de Ciclisme. Es disputà en 5 etapes del 24 al 28 de març de 2003. El vencedor final fou l'italià Dario Frigo de l'equip Fassa Bortolo per davant de Josep Jufré i David Latasa.
La "Setmana" tornava a tenir només cinc etapes. Dario Frigo amb la seva victòria a Coll de Pal va poder sentenciar una cursa que es va caracteritzar per les arribades a l'esprint.

## Etapes
| Etapa | Data       | Ciutats d'etapa                         | km    | Vencedor de l'etapa | Líder de la general   |
| ----- | ---------- | --------------------------------------- | ----- | ------------------- | --------------------- |
| 1a    | 24 de març | Lloret de Mar – Lloret de Mar           | 146,7 | Erik Zabel (GER)    | Erik Zabel (GER)      |
| 2a    | 25 de març | Lloret de Mar – Empuriabrava            | 158,7 | Beat Zberg (SUI)    | Gonzalo Bayarri (ESP) |
| 3a    | 26 de març | Castelló d'Empúries - Parets del Vallès | 174,8 | Marco Zanotti (ITA) | Beat Zberg (SUI)      |
| 4a    | 27 de març | Parets del Vallès - Coll de Pal (Bagà)  | 144,0 | Dario Frigo (ITA)   | Dario Frigo (ITA)     |
| 5a    | 28 de març | Bagà - Vic                              | 176,0 | Erik Zabel (GER)    | Dario Frigo (ITA)     |

### 1a etapa[1]
24-03-2003: Lloret de Mar, 146,7 km.:
|   | Ciclista                | Equip             | Temps      |
| - | ----------------------- | ----------------- | ---------- |
| 1 | Erik Zabel (GER)        | Team Telekom      | 3h 25' 15" |
| 2 | Aliaksandr Vússau (BLR) | Phonak            | m. t.      |
| 3 | Peter Wrolich (AUT)     | Team Gerolsteiner | m. t.      |

### 2a etapa[2]
25-03-2003: Lloret de Mar – Empuriabrava, 158,7 km.
|   | Ciclista                 | Equip        | Temps      |
| - | ------------------------ | ------------ | ---------- |
| 1 | Beat Zberg (SUI)         | Rabobank     | 3h 44' 58" |
| 2 | Joan Antoni Flecha (ESP) | iBanesto.com | m. t.      |
| 3 | Gonzalo Bayarri (ESP)    | Phonak       | m. t.      |

### 3a etapa[3]
26-03-2003: Castelló d'Empúries - Parets del Vallès, 174,8 km.:
|   | Ciclista            | Equip         | Temps      |
| - | ------------------- | ------------- | ---------- |
| 1 | Marco Zanotti (ITA) | Fassa Bortolo | 4h 26' 43" |
| 2 | Erik Zabel (GER)    | Team Telekom  | m. t.      |
| 3 | Beat Zberg (SUI)    | Rabobank      | m. t.      |

### 4a etapa[4]
27-03-2003: Parets del Vallès - Coll de Pal, 144,0 km.:
|   | Ciclista           | Equip              | Temps      |
| - | ------------------ | ------------------ | ---------- |
| 1 | Dario Frigo (ITA)  | Fassa Bortolo      | 4h 08' 02" |
| 2 | Josep Jufré (ESP)  | Relax-Fuenlabrada  | + 09"      |
| 3 | David Latasa (ESP) | Kelme-Costa Blanca | + 13"      |

### 5a etapa[5]
28-03-2003: Bagà - Vic, 176,0 km.:
|   | Ciclista                 | Equip        | Temps      |
| - | ------------------------ | ------------ | ---------- |
| 1 | Erik Zabel (GER)         | Team Telekom | 4h 30' 53" |
| 2 | Beat Zberg (SUI)         | Rabobank     | m.t        |
| 3 | Salvatore Commesso (ITA) | Saeco        | m.t        |

## Classificació General
|    | Ciclista                | Equip              | Punts       |
| -- | ----------------------- | ------------------ | ----------- |
| 1  | Dario Frigo (ITA)       | Fassa Bortolo      | 20h 15' 51" |
| 2  | Josep Jufré (ESP)       | Relax-Fuenlabrada  | + 09"       |
| 3  | David Latasa (ESP)      | Kelme-Costa Blanca | + 13"       |
| 4  | Leonardo Piepoli (ITA)  | iBanesto.com       | m.t         |
| 5  | Iban Mayo (ESP)         | Euskaltel-Euskadi  | + 23"       |
| 6  | Santiago Pérez (ESP)    | Phonak             | + 25"       |
| 7  | Michael Rasmussen (DEN) | Rabobank           | m.t         |
| 8  | Joaquim Rodríguez (ESP) | ONCE               | +' 27"      |
| 9  | Marcos Serrano (ESP)    | ONCE               | + 31"       |
| 10 | José Azevedo (POR)      | ONCE               | m.t         |